# ISO 14001
ISO 14001 er en international accepteret standard, som danner grundlag for fastlæggelse af miljøledelse, som kan anvendes til enhver organisationstype i enhver industri.
Indholdsmæssigt er ISO 14001 bygget op over standarden for miljøledelse OHSAS 18001. 
Standarden specificerer, hvad der kræves for at danne et miljøledelsessystem med udgangspunkt i virksomheden, dens processer og aktiviteter med fordeling af ansvar og kompetencer samt miljøopgaver i hverdagen.
ISO 14001, enkeltelements-krav for at blive certificeret:
- Miljøpolitik
- Planlægning
- Iværksættelse og drift
- Kontrol og korrigerende handlinger
- Ledelsens gennemgang

## Ekstern henvisning
- Teknologisk Institut, miljøledelse – ISO 14001 Arkiveret 24. januar 2008 hos  Wayback Machine